# Viktor Lutze
Viktor Lutze (født 28. december 1890 i Bevergen, Tyskland, død 2. maj 1943) var politichef i Hannover 1933 og chef for SA fra 1934 til sin død.
Han blev optaget i den tyske armé i 1912 og deltog i første verdenskrig, hvor han mistede venstre øje. Efter krigen blev Lutze ansat i politiet. Han var medlem af NSDAP og statsrådet i Preussen. 
Hans deltagelse i De lange knives nat i 1934 var meget vigtig, idet han informerede Adolf Hitler om Ernst Röhms aktiviteter mod regimet. Efter udrensningen udnævntes han til Ernst Röhms efterfølger som chef for SA. 
Han omkom i en bilulykke på en tysk motorvej i 1943.
Han belønnedes posthumt af Adolf Hitler med den tyske orden af første grad.